# Dane (Szamobor)
 Dane  falu Horvátországban Zágráb megyében. Közigazgatásilag Szamoborhoz tartozik.

## Fekvése
Zágrábtól 36 km-re nyugatra, községközpontjától 16 km-re nyugatra, a Zsumberk-Szamobori-hegység területén a szlovén határ közelében fekszik. Településrészei: Kordići és Latinčići.

## Története
1830-ban 4 házában 36 lakos élt. 1857-ben 46, 1910-ben 125 lakosa volt. Trianon előtt Zágráb vármegye Szamobori járásához tartozott. 2011-ben 14 lakosa volt, akik mezőgazdasággal, állattartással, szőlészettel foglalkoztak. A mrzlo poljei Szent Péter és Pál plébániához tartoznak.

## Lakosság
| Lakosság változása | Lakosság változása | Lakosság változása | Lakosság változása | Lakosság változása | Lakosság változása | Lakosság változása | Lakosság változása | Lakosság változása | Lakosság változása | Lakosság változása | Lakosság változása | Lakosság változása | Lakosság változása | Lakosság változása | Lakosság változása |
| ------------------ | ------------------ | ------------------ | ------------------ | ------------------ | ------------------ | ------------------ | ------------------ | ------------------ | ------------------ | ------------------ | ------------------ | ------------------ | ------------------ | ------------------ | ------------------ |
| 1857               | 1869               | 1880               | 1890               | 1900               | 1910               | 1921               | 1931               | 1948               | 1953               | 1961               | 1971               | 1981               | 1991               | 2001               | 2011               |
| 46                 | 65                 | 75                 | 94                 | 113                | 125                | 96                 | 109                | 72                 | 89                 | 89                 | 62                 | 45                 | 24                 | 22                 | 14                 |

## Külső hivatkozások
- Szamobor hivatalos oldala
- A zsumberki közösség honlapja
- Szamobor város turisztikai egyesületének honlapja